# 1297
1297 (MCCXCVII) je bilo navadno leto, ki se je po julijanskem koledarju začelo na torek.

## Dogodki

### Prva vojna za škotsko neodvisnost in francosko-flamska vojna
- začetek leta - Škotska: Angleži se utrjujejo na Škotskem in nadaljujejo s čiščenjem posameznih gnezd odpora. Posebej so uporni klani v Škotskem višavju. Okupacijo Angležem olajšujejo uslužni škotski baroni.
  - Škotski plemič Andrew Moray pobegne iz angleškega gradu Chester, Cheshire, in se vrne na severno Škotsko, kjer začne organizirati protiangleški odpor.
- 7. januar - Sklenjeno je zavezništvo med angleškim kraljem Edvardom I. in flandrijskim grofom Gvidom Dampierrejem proti francoskemu kralju Filipu IV., ki je Flandrijo priključil francoski kroni.
- januar - Angleški dvor: na skrivaj se poročita[1] angleška princesa Ivana iz Akkona in vitez Ralph de Monthermer. Novico čez čas zaupa očetu Edvardu I., ki ga spletka za njegovim hrbtom razbesni, podobno kot številne snubce, ki so si obetali zakon z mlado vdovo. Hčerko je namreč obljubil v zakon savojskemu grofu Amadeju V.. Kralj se naposled omehča in izpusti zaprtega soproga ter mu podeli naziv grof Gloucesterja in grof Hertforda.
- maj - Lanark, Škotska: prej neznani William Wallace ubije angleškega šerifa Lanarka Williama Heselriga. [2] Medtem ko Andrew Moray deluje na severnem Škotskem, je področje delovanja Williama Wallaca zahodna osrednja Škotska.
- maj - Angleški zakladnik Hugh de Cressingham s silo pobira davke in zbere več kot 5000 funtov šterlingov.
- pozni maj - Andrew Moray s privrženci izvede neuspešen nočni napad na grad Urquhart, Škotsko višavje.
- junij - Škotski uporniki pod vodstvom Williama Wallaca združijo sile s privrženci škotskega barona Williama Hardyja. Skupaj nato zavzamejo škotsko mesto Scone in prisilijo Angleže v beg. Na jugu Škotske organizirata upor škotski plemič James Stuart in glasgowski škof Robert Wishart, ki pa sta prezgodnja, saj je tam koncentracija Angležev največja.
- 26. junij - Francoski kralj Filip IV. Lepi začne oblegati flandrijski Lille.
- julij - Andrew Morey (ali pa William Wallace) napade pristanišče Aberdeen in požge angleške ladje.
- 20. avgust - Bitka pri Furnesu, Flandrija: Francozi pod vodstvom artoiškega grofa Roberta II. premagajo Flamce pod vodstvom grofa Gvida Dampierreja.
  - Od nemške obljubljene pomoči jo Flamcem in Angležem zagotovi edino grof Jülicha Valram, ki pa je po predaji brutalno umorjen. Njegov naslednik, nečak Vilijem, se umakne iz tega spora, ki ga ne zadeva.
- avgust - Angleški kralj Edvard I. Dolgokraki poskuša v Flandriji organizirati invazijo na Francijo, kar pa mu zaradi oviranja sovražnih Holandcev in francoske preventivne ofenzive ne uspe. 
  - Nemški kralj Adolf Nassauški Edvardu ne zagotovi obljubljene pomoči, ker se tačas ukvarja z nasledstvenim sporom v Turingiji, kjer si na jezo svojih elektorjev, ki so ga nastavili za nemškega kralja, prilasti mejno grofijo Meissen. 1298 ↔
- 28. avgust - Angleški kralj Edvard Dolgokraki podeli Andrewu Morayju amnestijo, če prestopi na njegovo stran. Obljubi mu tudi izpustitev njegovega v Towru zaprtega očeta, kanclerja Škotske Andrewa Morayja starejšega. Andrew Moray mlajši pismo ignorira.
- avgust, začetek septembra - Uspeh škotskega upora: Angleži severno od reke Forth nadzorujejo le pristaniško mesto Dundee, ki pa ga oblegajo Škoti. Edvard I. Dolgokraki določi grofa Surreyja Johna de Warenna, ki je prejšnje leto dezertiral, da z invazijsko armado uniči Škote. Andrew Moray in William Wallace združita vojski.
- 29. avgust - Francozi zavzamejo flandrijsko mesto Lille.

- 11. september - Bitka na mostu Stirling: odločujoča zmaga Škotov nad Angleži na kamnitem mostu čez reko Stirling.[3] Škoti izkoristijo ranljivost in slabšo mobilnost Angležev ob prečkanju mostu. Skoraj vsa angleška vojska, ki je prečkala most, je pobita, preostali, ki niso prečkali mostu, zablokirajo most in se pod vodstvom surreyjskega grofa organizirano umaknejo nazaj proti jugu.
  - V tej bitki je smrtno ranjen škotski vojskovodja in voditelj upora Andrew Moray, ki umre še to leto, najverjetneje novembra.
  - Škotski plemič James Stuart, ki je že junija neuspešno poskusil organizirati upor na jugu Škotske, se odcepi od umikajočih Angležev in jih napade s hrbta.
- 10. oktober - London: ponovno je revidirana Velika listina svoboščin (Magna Carta), ki zagotavlja, da kralj (Edvard I.) ne bo samovoljno obdavčeval svojih podanikov.
- november - Škotski uporniki pod vodstvom Williama Wallacea plenijo po Northumberlandu in Cumberlandu. Severnoangleško plemstvo, ki se počuti ogroženo od Škotov, začne izdatneje financirati kraljevo zakladnico Edvarda I., kot so to počeli v primeru, ko so financirali njegovo vojno s Francijo.
- konec leta - Opatija Selkirk: William Wallace je povzdignjen v viteza in prejme naziv Varuh Škotske. 1298 ↔

### Države naslednice Mongolskega imperija
- maj - Ilakant: kan Mahmud Gazan zatre upor zelotskih muslimanov z vodjo Novruzom, ki so mu pred dvema letoma pomagali na oblast, zdaj pa jih je smatral za oviro, saj so zatirali ostale verske skupnosti in s tem slabšali gospodarski položaj. Novruzu uspe pobegniti v Afganistan, kjer pa je izdan. ↓
- 13. avgust → Ilkanat: kan Mahmud Gazan nemudoma po prijetju usmrti svojega upornega guvernerja Novruza.
- 16. avgust - Umrlega trapezuntskega cesarja[4] Ivana II. Velikega Komnena nasledi sin Aleksej II.
- Burmanska Paganska kraljevina sklene tribut z Mongoli/dinastijo Yuan. Bratje/generali se zarotijo proti kapitulantskemu kralju Kyawswavi in ga umorijo ter ustanovijo kraljevino Myinsaing. 1310 ↔
- Severna Indija: izvidniški pohod afganistanskih Mongolov/Mogulov iz Čagatajskega kanata nad Delhijski sultanat. Indijski muslimanski general Zafar Khan prežene vsiljivce. 1299 ↔
- Kilikijska Armenija: uzurpatorski kralj Sempad se uspešno legitimira pred ilkanatskim kanom Mahmudom Gazanom.  1298 ↔

### Ostalo
- 8. januar - Genovski gvelfovski voditelj Francesco Grimaldi zavzame monaško pečino[5] in s tem začne vladavino hiše Grimaldi nad tem kosom obalne pečine, ki postane temelj Kneževine Monako.
- 23. januar - Umre knez Ahaje Florenc Hainauški. Do tega naziva je bil upravičen zgolj po pravici soproge iure uxoris Izabele Villehardouinške, ki naslednja štiri leta do vnovične poroke sama vodi kneževino.
- 28. februar - Beneška republika: Veliki zbor [6] sprejme ukrep Serrata del Maggior Consiglio, s katerim prepreči vsem nedavno obogatelim parvenijem udeležbo v politiki. Politična reforma, ki zagotavlja udeležbo v politiki na temelju dednosti, postane sčasoma trajna.
- 4. april - Papež Bonifacij VIII. še z bulo potrdi pravico aragonskega kralja Jakoba II., da zavzame Korziko in Sardinijo, kar je nagrada za nevmešavanje v sicilski spor.
  - Sardinija: Pisanci zastrupijo sardinskega vladarja Arboreje Marijana II., ki je z vojaško odločnostjo obvladoval več kot polovico Sardinije, mdr. bogate rudnike srebra. Nasledi ga sin Ivan Arborejski, nadzor nad to sardinsko kraljevino prevzamejo Pisanci.
- 7. april - Umrlega kölnskega nadškofa Sigfrida Westerburškega, ki je kot poraženec v limburški nasledstveni vojni izgubil večino oblasti in posesti, nasledi Vigbold iz Holteja.
- 21. maj - Ob  porodu skupaj z novorojenko umre kraljica Češke in Poljske Judita Habsburška, stara šele 26 let. V razdobju dvanajstih let, kolikor je trajala poroka s češkim in poljskim kraljem Venčeslavom II., je rodila deset otrok, skoraj enega na leto. Od teh desetih jih pet odraste, ostali pa pomrejo že v mladosti.
- 2. junij - Praga: kronanje Venčeslava II. za češkega kralja.
- 11. avgust - Sveti sedež: kanoniziran je svetniški kralj Ludvik IX. Francoski.
- 14. avgust - Nürnberg: umrlega mestnega grofa Friderik III. Hohenzollerna nasledi sin Ivan I.
- 12. september - Sporazum v Alcanizesu: kastiljski kralj Ferdinand IV. in portugalski kralj Denis se sporazumeta o razmejitvi, ki ostane fiksno določena do danes.[7] S tem Portugalski dokončno pripade regija Algarve.
- Zahodna Grčija: umrlega epirskega vladarja Nikeforja I. Komnena Dukasa, ki je vseskozi bil na tnalu med Anžujci in Bizantinci, nasledi mladoletni sin Tomaž.
- Toskana: začetek gradnje mestne palače Palazzo Pubblico v Sieni.
- Južna Francija: inkvizitor Bernard Gui postane opat v Carcassonneju.
- Portugalska: prvi opis pasme portugalskega vodnega psa.

## Rojstva
- 25. marec - Andronik III. Paleolog, bizantinski cesar († 1341)
- 27. marec - Ernest iz Pardubic, češki nadškof († 1364)
- 14. avgust - cesar Hanazono, 95. japonski cesar († 1348)

Neznan datum
- Abu al-Hasan Ali ibn Usman, marinidski sultan († 1351)
- Ivan I., grof Habsburg-Laufenburga († 1337)
- Karel II., francoski plemič, grof Alençona († 1346)
- Kęstutis, litvanski veliki knez († 1382)
- Ludvik Burgundski, ahajski knez († 1316)

## Smrti
- 23. januar - Florenc Hainauški, ahajski knez (* 1255)
- 22. februar - Margareta iz Cortone, italijanska spokornica, svetnica (* 1247)
- 7. april - Sigfrid Westerburški, kölnski nadškof
- maj - William Heselrig, angleški šerif Lanarka, Škotska
- 21. maj - Judita Habsburška, kraljica Češke in Poljske, soproga Venčeslava II. (* 1271)
- 13. avgust - Novruz, mongolski guverner v Ilkanatu
- 14. avgust - Friderik III., mestni grof Nürnberga (* 1220)
- 16. avgust - Ivan II., trapezuntski cesar (* 1262)
- 19. avgust - Ludvik Touluški, škof Toulousa, svetnik (* 1274)
- 11. september - Hugh de Cressingham, angleški upravnik Škotske

Neznan datum
- Andrew Moray, škotski vojskovodja (* 1265)
- Janez XI. Bekos, konstantinopelski patriarh (* 1225)
- Mariano II di Arborea, sardinski vladar Arboreje
- Muktabai, hindujski vaišnavistični svetnik (* 1279)
- Nikefor I. Komnen Dukas, epirski vladar (* 1240)